# Rodney McKay
Meredith Rodney McKay è un personaggio immaginario appartenente all'universo fantascientifico di Stargate, visto principalmente nella serie Stargate Atlantis. È interpretato da David Hewlett.
McKay è stato introdotto per la prima volta nell'episodio della serie Stargate SG-1 intitolato 48 ore.
Rodney è un canadese, anche se lavora per la United States Air Force in qualità di esperto di astrofisica, naquadah, tecnologia degli Antichi e di dispositivi Stargate.
Rodney fa anche un'apparizione in un episodio di Stargate Universe.

## Biografia

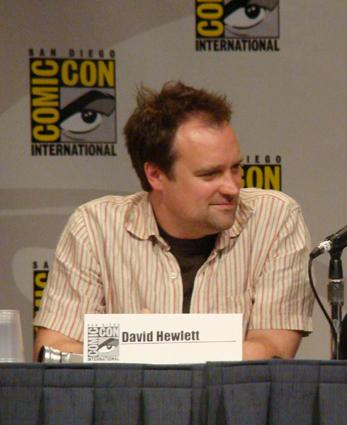
L'attore David Hewlett

Rodney ha una sorella, Jeannie Miller, con la quale non è mai stato in grande contatto. Nella serie, è stata Jeannie (interpretata dalla sorella reale di David Hewlett, Kate Hewlett) ad aver reso noto che il primo nome di McKay è Meredith, e chiama suo fratello "Mere"; "Rodney" è il suo secondo nome. Rodney ha sempre preferito farsi chiamare con questo perché considera Meredith un nome da donna (in realtà è un nome sia maschile che femminile; l'uso originale, derivato dal gallese, era maschile, ma poi ha virato al femminile nel XX secolo e oggi in effetti è più usato con questo genere).
L'intelligenza sembra essere un tratto caratteristico della famiglia dei McKay, in quanto Jeannie è esperta per ciò che riguarda la fisica teorica. Rodney un tempo aveva un cane e dei genitori che gli davano la colpa per aver causato i problemi che si trovavano ad affrontare.
Quando era un bambino, Rodney voleva diventare un pianista. All'età di 12 anni gli venne detto che il suo modo di suonare era "clinico", e in seguito decise di abbandonare la musica per seguire il suo talento nel campo della scienza.
Sulla Terra McKay aveva un appartamento nel quale viveva mentre lavorava per la USAF e un gatto.
Di solito gli piace mangiare barrette energetiche e vestirsi con solo mutande e canottiera. Rodney afferma di soffrire di un'allergia verso qualunque cosa abbia a che fare con il citrus.
Un'ossessione verso la sua pelle l'ha portato a creare una mistura personale di olio solare, con fattore di protezione 100. McKay afferma di preferire donne che hanno capelli corti e biondi. Infatti è innamorato in particolare di Samantha Carter.

## Invenzioni
Durante il tempo che rimane ad Atlantide, Rodney inventa molte cose, come il modo di occultare la città e altre centinaia di invenzioni, alcune delle quali hanno rischiato di portare svariati danni, come il ponte McKay / Carter che ha rischiato di portare i wraith nella Via Lattea.